# Žižkov

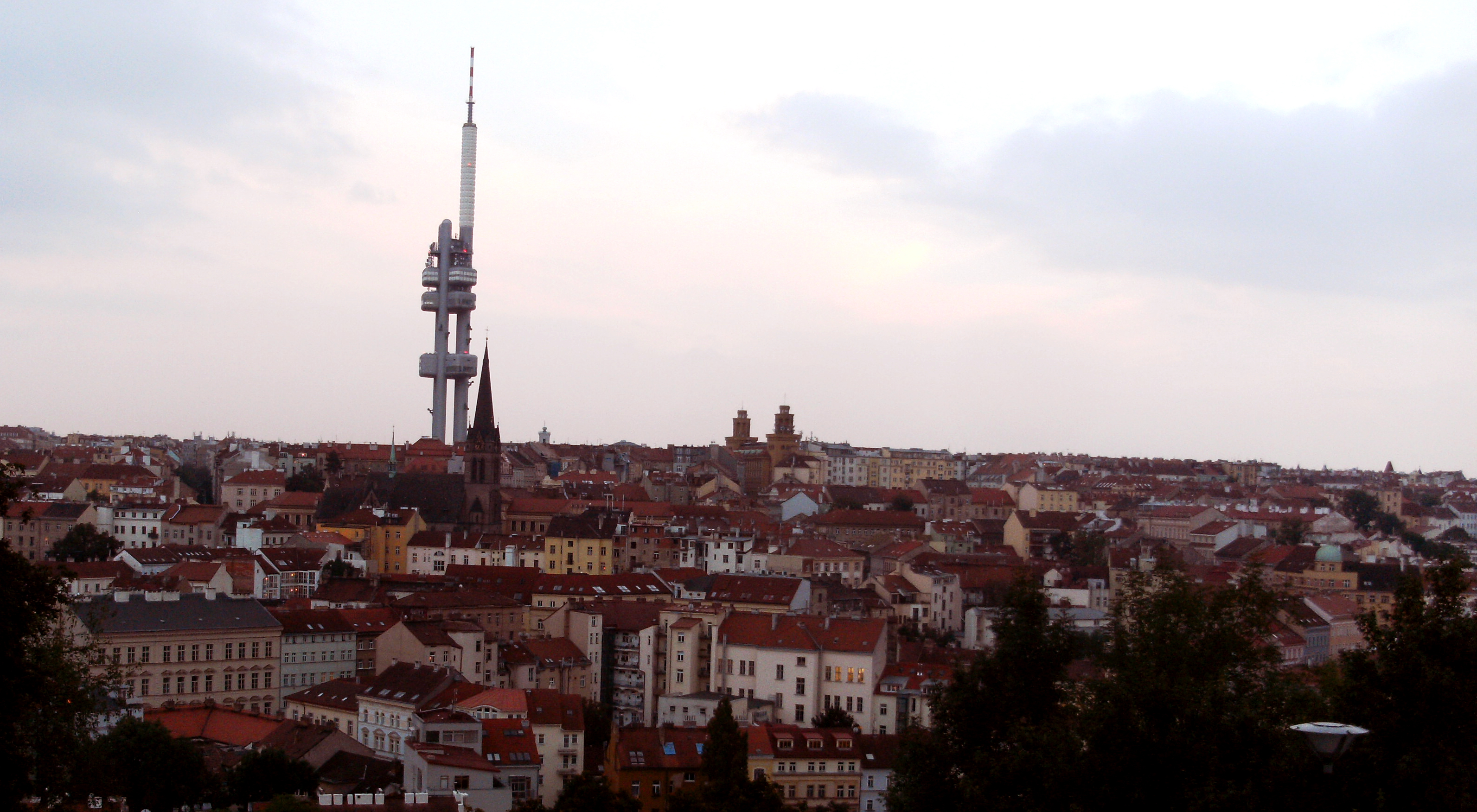
Blick vom Veitsberg auf Žižkov mit dem markanten Fernsehturm

Žižkov (deutsch: Zischkaberg, Žižkow, Zizkow, 1939–1945 Veitsberg) ist ein Stadtteil der tschechischen Hauptstadt Prag. Er befindet sich östlich des Zentrums. Žižkov gehört verwaltungstechnisch zum Bezirk Prag 3, lediglich zwei kleine Flächen gehören zu Prag 8 beziehungsweise Prag 10. Benannt ist der Stadtteil nach dem Hussitenanführer Jan Žižka. Žižkov ist ein typisches Gründerzeitviertel.

## Charakter
Žižkov ist eine Mietshaussiedlung aus der Zeit der Jahrhundertwende des 19. und 20. Jahrhunderts. Die Straßen sind eng und steil abfallend. Wegen der relativ günstigen Mieten und der Nähe zum Zentrum hat sich Žižkov seit den 1990er Jahren zu einem Zentrum der Prager Künstler- und Kneipenszene entwickelt.

## Geschichte
Vom gewaltigen Wachstum Prags im 19. Jahrhundert profitierte auch das Dorf Weinberge. Die Gemeinde, die früher nur vom Weinbau an den Hängen des Veitsberges lebte, konnte endlich einen Vorteil aus ihrer Nähe zu Prag ziehen. 1849 wurde das Dorf selbständig, 1867 erhielt die Gemeinde den neuen Namen Königliche Weinberge/Královská Vinohradská obec. Ab 1868 gehörte Königliche Weinberge zum Bezirk Karolinenthal. 1875 wurde Königliche Weinberge in zwei Gemeinden geteilt; der nordöstliche Teil erhielt den Namen Vinohrady I und wurde zwei Jahre später in Žižkov umbenannt, der südwestliche Teil wurde zur Gemeinde Vinohrady II, die seit 1877 den Namen Königliche Weinberge/Královské Vinohrady führte. 1878 wurde Žižkov dem neugebildeten Gerichtsbezirk Königliche Weinberge zugeordnet. 1881 wurde Žižkov zur Stadt erhoben.
1889 wurde aus drei Gemeinden des Gerichtsbezirks Königliche Weinberge der Gerichtsbezirk Žižkov gebildet. Mit der Schaffung des Bezirks Žižkov wurde die Stadt 1898 zur Bezirksstadt. Der Aufbau, der Ende des 19. Jahrhunderts begann, steigerte sich sehr schnell. 1920 war bereits fast das ganze Gebiet bebaut, nur noch im Ortsteil Ohrada wurde neu gebaut. Das Viertel wurde an das Straßenbahnsystem angeschlossen. 1922 wurde die Stadt Žižkov nach Prag eingemeindet.
In den 1970er Jahren begann die kommunistische Regierung mit Überlegungen, den Stadtteil komplett umzubauen. Die engen Straßen sollten verbreitert, die Mietshäuser durch Plattenbauten ersetzt werden. Diese Planungen wurden jedoch immer wieder verschoben und nach dem Umsturz von 1989 verworfen. Auch wenn seit den 1990er Jahren einige Häuser renoviert wurden, änderte sich am Aussehen des Stadtviertels nicht viel. 1991 hatte der Stadtteil 61286 Einwohner. Im Jahre 2001 bestand Žižkov aus 2358 Wohnhäusern, in denen 55401 Menschen lebten.

## Besondere Bauten

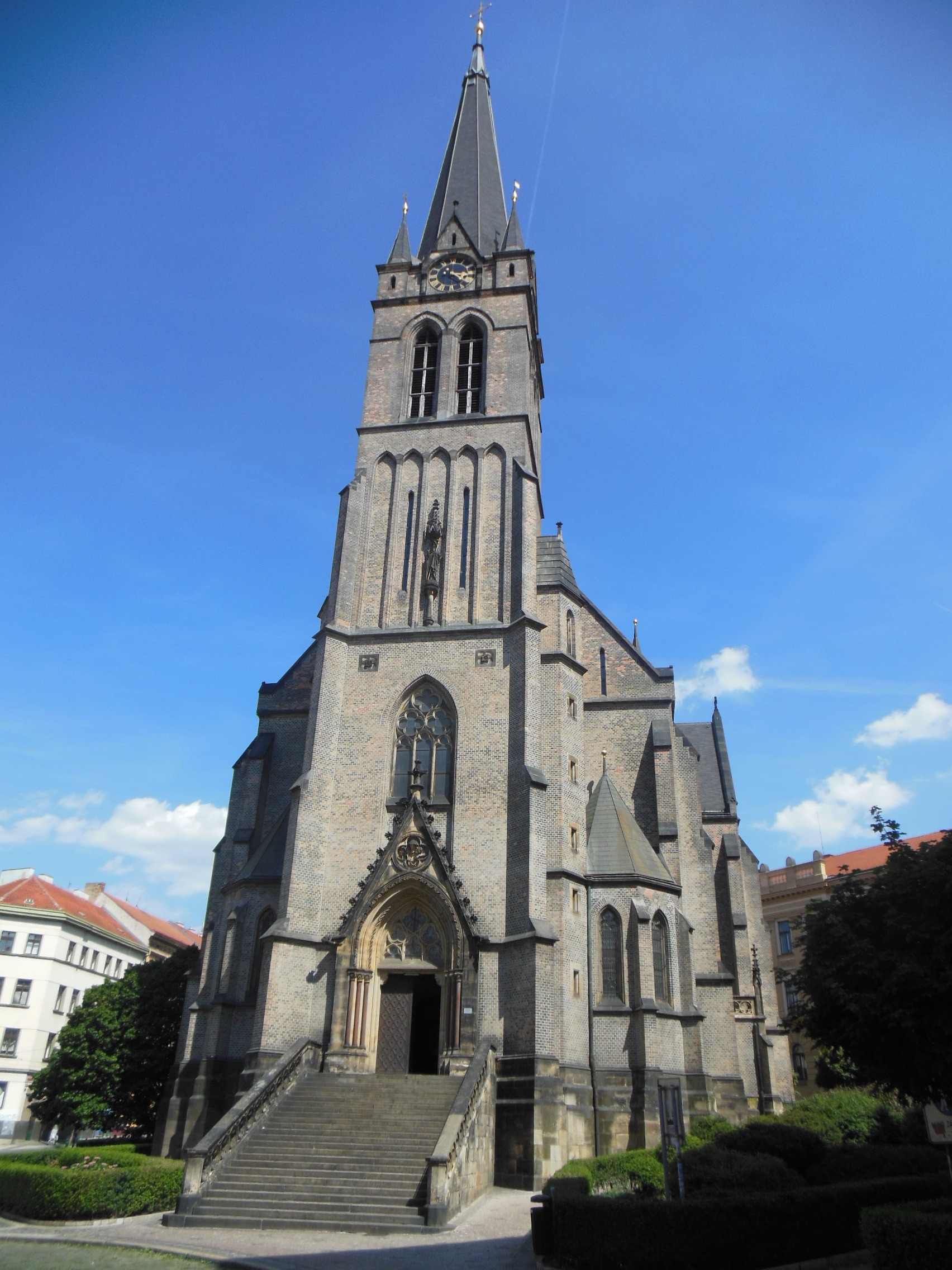
Kirche des Hl. Prokop

Das bekannteste Bauwerk ist der Fernsehturm Žižkov. Er befindet sich an der Grenze zwischen Žižkov und Vinohrady im Mahler-Park und wurde 1992 in Betrieb genommen. Er ist der Öffentlichkeit zugänglich und bietet einen guten Blick auf Prag.
Auf dem Sladkov-Platz befindet sich die Kirche des Hl. Prokop und im Gemeindegebiet eine Ökonomische Hochschule.
Auf dem Veitsberg (tschechisch: Vítkov) befindet sich das 1950 eingeweihte Nationaldenkmal am Veitsberg. Das Monument gehört wegen seiner Geschichte zu den unbeliebtesten Denkmälern Prags.
Am Fuß des Veitsberges befindet sich das Armeemuseum (Armádní muzeum), das die Geschichte der tschechoslowakischen Armee und des Widerstands in den Jahren 1914–1945 zeigt.
Unmittelbar neben dem Fernsehturm Žižkov liegt der alte Jüdische Friedhof Žižkov. Ebenfalls zu Žižkov gehört die Ortslage Olšany mit dem Olšany-Friedhof, der größten Begräbnisstätte in Prag, sowie dem gegenüber liegenden Neuen Jüdischen Friedhof.

## Sport
Das Viertel ist Heimat des Fußballklubs FK Viktoria Žižkov. Vor dem Zweiten Weltkrieg verfügte Žižkov über die höchste Dichte an Fußballklubs in ganz Prag. Zu den bekanntesten Vereinen gehörten neben Viktoria auch der tschechoslowakische Amateurmeister von 1925, AFK Union Žižkov, die Werkself SS Plincner, mittelböhmischer Pokalfinalist von 1941, sowie Čechie Žižkov. Unter dem kommunistischen Regime verschwanden im Zuge der Bebauung zahlreiche Fußballplätze und mit ihnen auch die dort ansässigen Klubs. Von den zeitweise mehr als 20 Teams bestehen heute nur noch Viktoria und Union.
In Žižkov spielten einst folgende Fußballklubs: Amatérský lev XI., SK Amatéři Žižkov, ČAFC Žižkov, SK Čechie Žižkov, SK Čechoslovan Žižkov, SK Černobílí Žižkov, Žižkov XI Vozovny, SK Holubářů Žižkov, SK Maraňon Žižkov, AFK Meteor Žižkov, SK Olympia Žižkov, SK Pařík Žižkov, SS Plincner Praha, Pražské sportovní sdružení, SK Rapid Žižkov, Rudá Hvězda Žižkov, SK Slavia Žižkov, SK Slavoj Žižkov, SK Slovan Žižkov, Sokol Žižkov I. - oddíl Meteor, Sokol Žižkov - oddíl Vítkov, SK Sparta Žižkov, SS Žižkov, Studentský SK Žižkov, SS Vítkov Žižkov, AFK Union Žižkov, SK Union Žižkov, SK Viktoria Žižkov, Sokol Žižkov, Žižkovský SK, SK Žižkovský team.

## Persönlichkeiten
- František Kundert (1891–1957), Radrennfahrer